# Strainchamps
Strainchamps is een dorp in de Belgische gemeente Fauvillers in de provincie Luxemburg. Het ligt in deelgemeente Hollange, drie kilometer ten zuiden van het dorpscentrum van Hollange. Bij Strainchamps stroomt het riviertje de Stranche in de Sûre

## Geschiedenis
Op het eind van het ancien régime werd Strainchamps een gemeente. In 1823 werden bij een grote gemeentelijke herindeling in Luxemburg veel kleine gemeenten samengevoegd en de gemeenten Strainchamps en Sainlez werden opgeheven en bij Hollange gevoegd.
Bij de gemeentelijke fusies van 1977 werd Hollange, waartoe Strainchamps behoorde, een deelgemeente van de gemeente Fauvillers.

## Bezienswaardigheden
- De Église Saint-Pierre

Deelgemeenten: Fauvillers · Hollange · Tintange

Overige dorpen: Bodange · Burnon · Honville · Hotte · Malmaison · Menufontaine · Sainlez · Strainchamps · Warnach · Wisembach

Belgische gemeenten · Arrondissement Bastenaken · Luxemburg · Wallonië